# Gruda (choroba)
Gruda - często spotykana infekcja skóry u koni. Najbardziej narażone miejsca to pęciny, piętki oraz ostrogi, rzadziej można spotkać grudę na podbrzuszu lub górnych partiach kończyn. Konie o białych nogach, delikatnej skórze lub konie pociągowe z długimi szczotami na pęcinach są najbardziej podatne na grudę.
Grudę wywołuje bakteria (Dermatophilus congolensis), która często występuje na zabłoconych i mokrych padokach, gdzie trzymane są konie. W okresie jesienno-zimowym skóra konia (szczególnie w okolicach pęcin) staje się delikatna i bardziej podatna na wszelkiego rodzaju pęknięcia i podrażnienia, co z kolei jest idealnym miejscem dla wspomnianych bakterii do penetracji. Dlatego tak ważne jest, aby już na początku jesieni (okresu, kiedy padoki stają się zabłocone) zwracać uwagę na stan nóg konia.

## Objawy
Gruda wyglądem przypomina zaschnięte błoto na pęcinach konia. Pierwszym objawem jest zaczerwienienie skóry oraz pojawienie się strupków. Strupy formują swego rodzaju skorupę. W skrajnych przypadkach kończyna może napuchnąć, co prowadzi do kulawizny.

## Zapobieganie
Jeśli koń ma długie szczotki na pęcinach, powinno się je lekko podciąć, aby zapewnić obieg powietrza i ułatwić utrzymanie pęcin w czystości. Ponieważ zabłoconych padoków nie da się uniknąć, a codzienna dawka ruchu dla konia jest niezbędna, musimy pamiętać o oczyszczaniu i osuszeniu nóg konia po każdym powrocie do stajni. Przed wypuszczeniem konia na padok lub treningiem na mokrym podłożu możemy spryskać nogi konia mieszanką 50:50 octu i oliwki dla dzieci. Oliwka chroni skórę przed pękaniem, czyniąc ją bardziej elastyczną, a ocet, ponieważ jest kwaśny, zmienia pH skóry i uniemożliwia żerowanie bakterii.
Jeśli używa się ochraniaczy na przednie i/lub tylne nogi, powinny być one odpowiednio dopasowane, aby nie powodowały pęknięć skóry i zakładane tylko na czyste nogi.

## Leczenie
Każdy środek przeciwbakteryjny nadaje się do usunięcia bakterii, które powodują grudę. Aby się jednak dostać do tych bakterii, musimy usunąć wspomniane wcześniej strupy. Usuwanie strupów nie jest przyjemne dla konia, dlatego warto je zmiękczyć zanim zabierzemy się za ich usuwanie. Istnieje wiele kremów dla koni zmiękczających powstałe strupy, jednak równie dobrze można to zrobić ciepłą wodą z mydłem. Po ich usunięciu przemywamy ranę środkiem przeciwbakteryjnym (np. płyn lub mydło Betadine). Płyn lub mydło należy pozostawić na skórze na około 5 minut, następnie spłukać i dokładnie osuszyć nogi konia. Najczęściej konieczne jest pozostawienie konia w stajni do czasu zagojenia rany. W skrajnych przypadkach niezbędna jest interwencja lekarza weterynarii i podanie antybiotyku.
Wyleczona gruda często pozostawia wrażliwą i pogrubioną skórę. Aby nadać skórze pierwotną elastyczność i tym samym zapobiec nawrotom grudy, warto ją smarować maścią cynkową.